# Caire copte

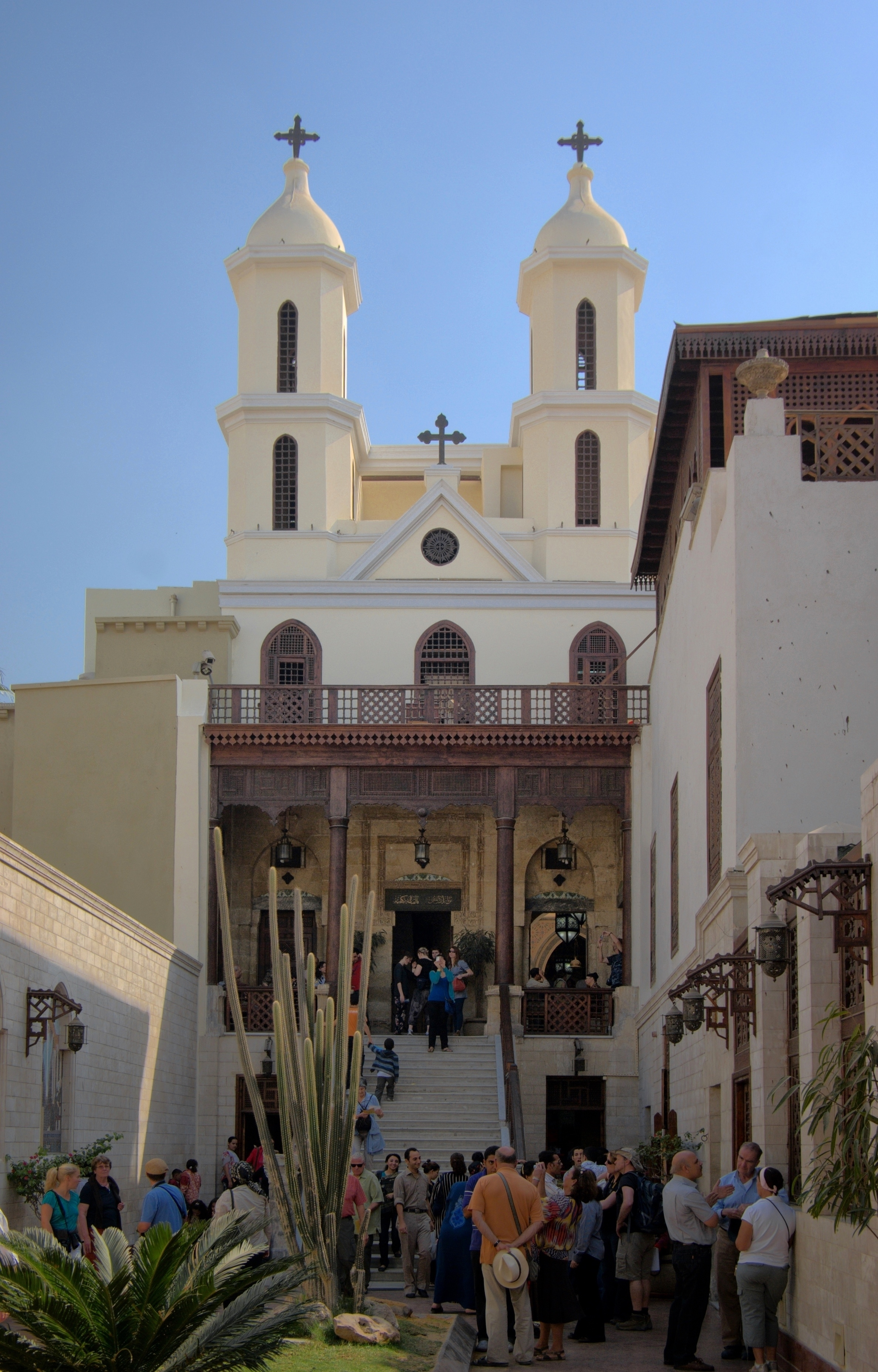
L'église suspendue est l'une des églises coptes orthodoxes les plus célèbres du Caire

Le Caire copte  ou Le Caire copte fait partie du Vieux-Caire qui comprend la forteresse de Babylone, le musée copte, l'église suspendue, l'église grecque Saint-Georges, l'église Sainte Barbe et de nombreuses autres églises coptes et sites historiques. On croit dans la tradition chrétienne que la Sainte Famille a visité cette région et a séjourné sur le site de l'église Saints Serge et Bacchus (Abu Serga). Le Caire copte était un bastion du christianisme en Égypte avant et pendant l'ère islamique, car la plupart de ses églises ont été construites ou rénovées après la conquête musulmane de l'Égypte au cours du VIIe siècle.

## Histoire
Il existe des preuves de peuplement dans la région dès le VIe siècle av. J.-C., lorsque les Perses conquirent l'Égypte et construisirent un fort sur le Nil, au nord de Memphis. Les Perses construisirent également un canal allant du Nil (à Fustat) à la mer Rouge. La colonie perse s'appelait Babylone, en mémoire  l'ancienne ville située le long de l'Euphrate, et elle gagna en importance tandis que la ville de Memphis déclinait, tout comme sa voisine Héliopolis. Durant la période ptolémaïque, Babylone et ses habitants avaient pour la plupart déserté.

### Période romaine
La tradition rapporte que la Sainte Famille a séjourné dans la région pendant la fuite en Égypte, cherchant refuge contre Hérode. En outre, on estime que le christianisme a commencé à se répandre en Égypte lorsque Saint-Marc est arrivé à Alexandrie, devenant ainsi le premier patriarche, bien que la religion soit restée clandestine pendant le règne des Romains. Alors que la population locale commençait à s'organiser en vue d'une révolte, les romains, reconnaissant l'importance stratégique de la région, s'emparèrent du fort et le déplacèrent à proximité sous le nom de forteresse de Babylone. Trajan fait rouvrir le canal vers la mer Rouge, entraînant une augmentation du commerce.
Pendant la présence romaine, Saint Marc et ses successeurs furent capables de convertir une partie importante de la population au christianisme. Au fur et à mesure que les communautés chrétiennes en Égypte se développent, elles sont soumises à la persécution, notamment sous l'empereur Dioclétien vers 300 après J.-C., et la persécution se poursuivit après l'édit de Milan qui déclarait la tolérance religieuse. L'Église copte s'est ensuite séparée de l'Église romaine et des Byzantins. Sous le règne d'Arcadius (395-408), de nombreuses églises furent construites dans le Vieux-Caire.

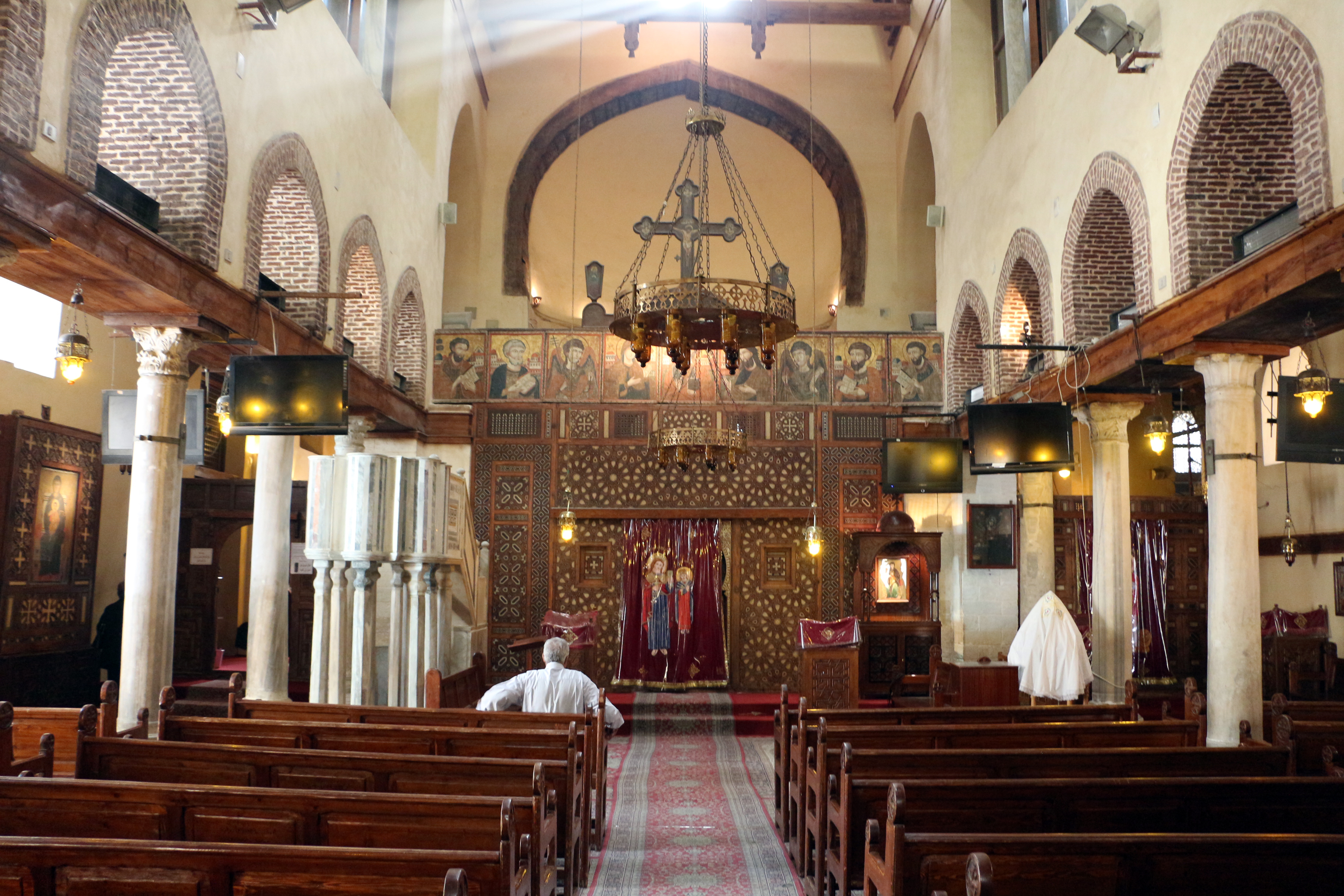
Intérieur de l'église Sainte-Barbe, l'une des plus anciennes églises du Caire

### Conquête arabo-musulmane
Lorsque les Arabes musulmans envahissent l'Égypte au VIIe siècle, ils fondèrent une nouvelle ville, Fostat, à l'extérieur des murs de la forteresse de Babylone. Fostat est devenue la capitale administrative de l'Égypte et a supplanté Alexandrie,. Dans les premières années de la domination arabe, les coptes furent autorisés à construire, agrandir ou réhabiliter plusieurs églises dans la zone de l’ancienne forteresse. Certaines des églises les plus anciennes du Caire, l'église Sainte-Barbe et l'église des Saints Serge et Bacchus, ont été transformées à cette époque, au cours de la fin du VIIe ou du début du VIIIe siècle. 

#### Présence juive
Une présence juive est enregistrée dans la région au début de la domination musulmane.
Les documents de la Geniza du Caire (dépôt d'archives sacrées de la synagogue) attestent d'une présence juive dès le VIe siècle.
En l’an 641, le général arabe Amr ibn al-As vainquit les Byzantins à Babylone et restitua à leurs propriétaires les biens usurpés par ces derniers. Les Coptes réclamèrent alors le terrain sur lequel avait été édifié l’ancienne synagogue de Jérémie, justifiant leur réclamation par le fait que celui-ci est cité dans le Nouveau Testament comme l’un de leurs prophètes. Étant plus nombreux que les juifs, les Coptes réussirent à convaincre Amr ibn al-As ; le terrain leur fut donc alloué et ils bâtirent alors une église que l’historien El-Makrizi appelle l’Église de l'Ange Gabriel. Celle-ci, plus connue sous le nom de Église Saint Michel, a été détruite par l'imam fatimide El-Hakim Bi Amr-Ellah.
Un récit traditionnel raconte que la synagogue Ben Ezra serait une église désacralisée et vendue aux Juifs par la communauté copte en 882 afin de payer un tribut exigé par le gouverneur d'Égypte, Ahmad Ibn Tulun et convertie.
L'histoire plus exacte serait la suivante : en l’an 882, un certain Abraham ben Ezra (plus tard confondu avec rabbi Abraham ibn Ezra) vint de Jérusalem en Égypte sous le règne de Ahmad Ibn Touloun et se rendit sur les lieux où, bien avant lui, Moïse et Jérémie auraient fait leurs dévotions. Il revendiqua le droit de possession du terrain. Puis il intervint auprès du patriarche Alexandre le 56e et lui dit que la synagogue devait être restituée aux Juifs. Le patriarche répondit alors que le gouverneur réclamerait le tribut annuel de 20 000 dinars. Enfin, il fut convenu que la synagogue serait restituée aux Juifs tant que le tribut serait versé. Ben Ezra rebâtit la synagogue qui porte encore son nom.
Outre la Gueniza, la synagogue de Ben Ezra offre aux visiteurs un plafond en style arabesque daté d’environ 1115, un mikvé (bain rituel) vieux de 900 ans et quelques pavillons construits par la communauté au profit des familles juives dans le besoin. Le bâtiment actuel aurait été en grande partie construit dans les années 1890 et a été restauré en 2023,.
Une autre la légende dit que c’est à cet endroit que la fille du pharaon aurait recueilli Moïse dans son panier, et qu'il aurait grandi dans ces mêmes lieux.

### Période fatimide
Durant la période fatimide, le patriarcat copte a été déplacé d'Alexandrie à Fustat pendant le patriarcat de Cyrille II (1078-1092), en raison des demandes du grand vizir fatimide, Badr al-Jamali, qui souhaitait que le pape copte reste proche de la nouvelle capitale,. Le nouveau siège du Patriarcat devint l'église de la Vierge, aujourd'hui connue sous le nom d'église suspendue, et l'église Saint-Mercure (située à une courte distance au nord de l'ancienne forteresse). Ces deux églises servaient de résidences au pape copte et de lieux pour les consécrations de nouveaux papes et d'autres événements religieux importants. Au XIVe siècle, le siège fut transféré à l'église de la Vierge Marie à Harat Zuwayla, dans ce qui était alors le centre du Caire. 

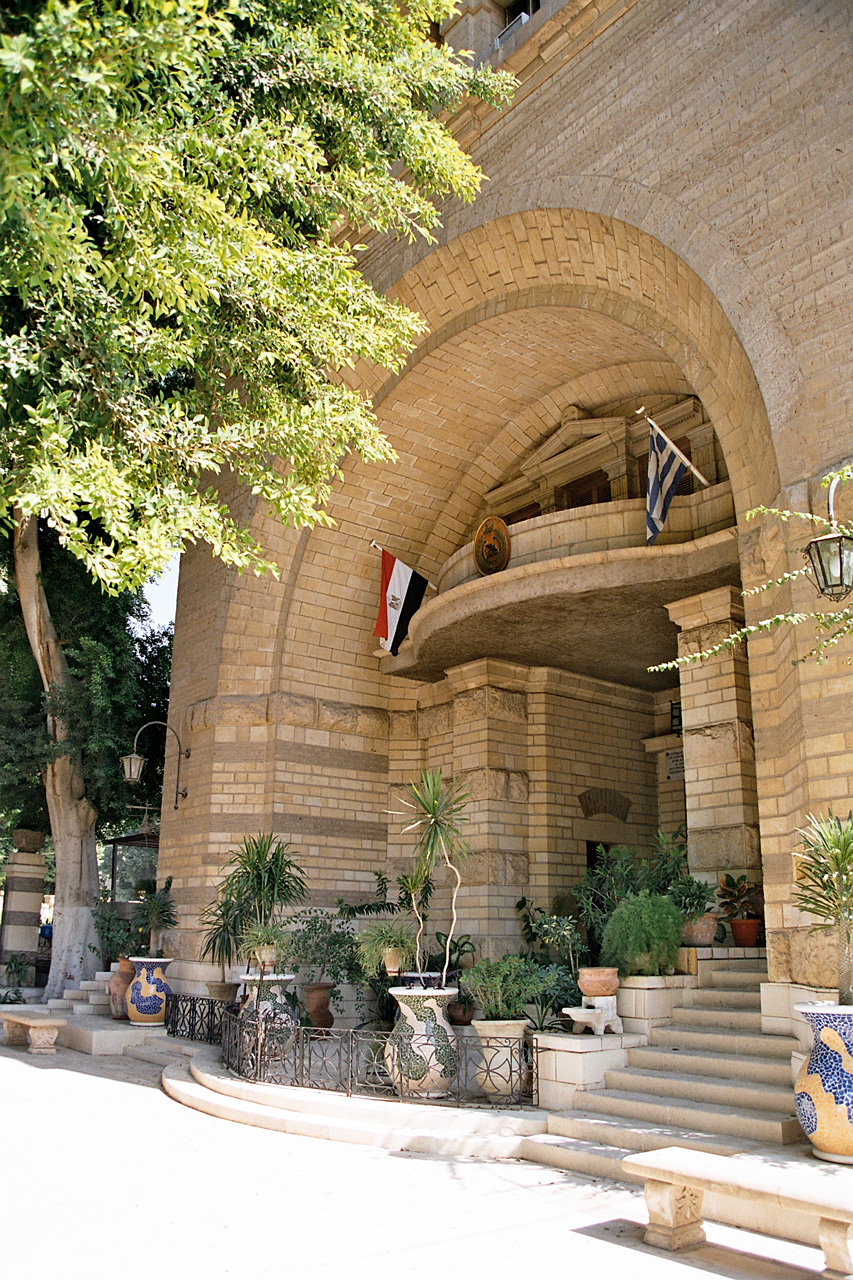
Le couvent Saint-Georges

### Période ayyoubide
Avec la chute des Fatimides et la montée de la dynastie ayyoubide au XIIe siècle, les autorités musulmanes sont devenues moins tolérantes et moins ouvertes d'esprit envers les chrétiens et la construction de nouvelles églises a été strictement interdite. Malgré cela, l'art et la littérature coptes étaient toujours florissants.
Un certain nombre de voyageurs d'Europe occidentale ont également visité le Vieux-Caire au cours de cette période et ont rédigé des descriptions de l'ancienne forteresse et de ses églises. Les intérieurs des églises ont été embellis avec de nouveaux meubles et œuvres d'art, y compris les retables d'autel en bois élaborés que l'on voit aujourd'hui dans certaines de ces églises.

### Période ottomane
Au XVIIe siècle, alors que le climat religieux sous les Ottomans redevenait plus ouvert, la restauration et la reconstruction des églises reprirent à une échelle plus importante.
Parallèlement à l'activité de construction et de réhabilitation, le mécénat d'art s'est développé et un grand nombre d'icônes conservées aujourd'hui ont été commandées aux XVIIIe et XIXe siècles. 
Cependant, à la fin du XIXe siècle, de nombreuses églises souffraient de négligence. La situation a été améliorée en partie grâce au Comité de Conservation des Monuments de l'Art Arabe, une agence créée en 1881 pour restaurer et conserver les monuments historiques du Caire.
À partir de 1897, le Comité dispose d'un budget pour sauvegarder -notamment- les monuments coptes, aidé par un financement du patriarcat copte.

## Lieux

### Musée
Un autre aspect de cet effort de conservation a été l'ouverture du Musée copte en 1910 afin d'héberger et de protéger les œuvres historiques et artistiques copte, les artefacts significatifs provenant de fouilles archéologiques et les éléments architecturaux décoratifs issus des églises ou des maisons à travers tout le pays. Le musée abrite aujourd'hui la plus importante collection d'art copte au monde,.

### Églises
Le Caire copte est, à ce jour, un district majoritairement chrétien, abrite de nombreuses églises historiquement importantes :
- Église Sainte-Marie (Haret Elroum)
- Église Saint-Mercure
- Église Saints Serge et Bacchus (Abou Serga) et crypte de la sainte famille
- L'église suspendue Al-Muallaqa dédiée à la Vierge Marie, siège du Patriarcat d'Alexandrie
- Église de la Sainte Vierge (Babylone El-Darag)
- Église Sainte-Barbe (église anciennement dédiée à Saints-Cyr-et-Jean)
- L'église Saint-Menas
- l'église Saint-Georges (Mar Girgis) et Couvent[25]  ( grec orthodoxe ) situé au-dessus du sanctuaire de Saint georges
- Monastère et église du Prince Tadros Al Mishrigi. / El Amir Tadros El Mashreqy
- Tombeau de Saint-Georges
- L'Église de la Vierge (Qasriet Al-Rihan) (Pot de basilique).

### Autres lieux du quartier copte
- Synagogue Ben Ezra (ex Église de l'archange Michel)
- Musée copte
- Remparts de la Forteresse de Babylone.
- Cimetière Saint-Georges, cimetière copte, cimetière grec melkite et cimetière grec orthodoxe (Kom Ghorab) : ces cimetières entourés de hauts murs, abritent l'ensemble des églises et couvent cités ci-dessus.

### Autres églises coptes au Caire
- Quartier de  Fostat dans le Vieux-Caire , à l'ouest de la Mosquée Amr ibn al-As
- Église Saint-Mercure  Abu Sefein (aux deux épées)
  - Le Couvent de Saint-Mercure Abu Sefein.

- Notre-Dame de Zeitoun
- Église Sainte-Marie de Zamalek
- Église, chapelles et Monastère de Simon le Tanneur (Zabaleen)
- Église de la Vierge Marie à Maadi (étape du retour après la fuite en Égypte de la Sainte-Famillesur le Nil )
- Église de la Vierge Marie (Haret Zuweila) (Caire fatimide)